# Ex aequo et bono
Ex aequo et bono — латинський вираз, що прийшов з римського права; перекладається як «за добром і справедливістю» . Використовується як юридичний термін. Термін означає такий спосіб винесення рішення судом, при якому суд не пов'язаний суворими нормами права, а керується міркуваннями справедливості та здорового глузду. Використовується у міжнародному праві, внутрішньодержавними третейськими судами та у міжнародному комерційному арбітражі. Зазвичай допускається за згодою сторін.

## Практика використання
У Стародавньому Римі з міркувань ex ae quo et bono у своїй діяльності виходили третейські суди. Згодом цей підхід був поширений римлянами і міжнародне право. Зокрема, це стосувалося судів, що розглядали суперечки між римськими громадянами та перегрінами.

### Міжнародне право
В даний час принцип ex ae quo et bono закріплений у Статуті Міжнародного суду ООН. Статут, вказуючи джерела права, які застосовуються Судом, на додаток до них надає Суду право «дозволяти справу ex aequo et bono, якщо сторони з цим згодні» (ст. 38, п. 2). Статут Постійної палати міжнародного правосуддя, яка працювала при Лізі Націй та була попередницею Міжнародного суду ООН, також передбачав можливість винесення рішень на основі використання принципу ex ae quo et bono.
Насправді принцип, зазначений у ст. 38, п. 2 Статуту Міжнародного суду, досі не застосовувався жодного разу.

### Арбітраж
Вирішення арбітрами, що діють як «дружні посередники», спору сторін ex aequo et bono допускається в країнах, де визнано та реалізовано приватно-правову концепцію арбітражу (англ. Civil Law Concept of Arbitration).
Арбітражний регламент ЮНСІТРАЛ, прийнятий Комісією ООН з права міжнародної торгівлі та рекомендований до використання Генеральною Асамблеєю ООН, також допускає використання ex ae quo et bono (ст. 35, п. 2).
Цей підхід використовують і такі авторитетні міжнародні арбітражні суди як Міжнародний арбітражний суд Міжнародної торгівельної палати та Міжнародний арбітражний суд Стокгольма.